# Maestro(s)
Maestro(s) és una pel·lícula francesa escrita i dirigida per Bruno Chiche, estrenada el 2022. S'ha doblat i subtitulat al català.
El rodatge es va dur a terme a la regió d'Illa de França durant sis setmanes, entre el març i l'abril de 2021, amb escenes rodades a l'Opéra-Comique de París.
A França, el lloc Allociné dona una valoració de tres sobre cinc després d'haver enumerat quinze crítiques de premsa.